# Gynoplistia (Dirhipis) salgadoi
Gynoplistia (Dirhipis) salgadoi is een tweevleugelige uit de familie steltmuggen (Limoniidae). De soort komt voor in het Neotropisch gebied.